# Orange, Texas
Orange là một thành phố thuộc quận Orange, tiểu bang Texas, Hoa Kỳ. Năm 2010, dân số của xã này là 18595 người.

## Dân số
- Dân số năm 2000: 18643 người.
- Dân số năm 2010: 18595 người.